# Teoria dei sentimenti morali
Teoria dei sentimenti morali (The Theory of Moral Sentiments) è un'opera di Adam Smith, pubblicata nel 1759.